# Неделя моды в Париже
Неделя моды в Париже (Haute couture) — финальная неделя моды, проводимая в Париже, одна из четырёх наиболее важных в мире (наряду с неделями моды в Лондоне, Нью-Йорке и Милане). Неделя моды в Париже всегда закрывает сезон и считается самой авторитетной в индустрии моды.  
Проводится раз в полгода (ежегодно в конце февраля представляются коллекции осень-зима следующего сезона, а в конце сентября — весна-лето следующего года соответственно). Дважды в год проходит Неделя высокой моды (Haute couture).
Недели моды в Париже проходят четыре раза в году: в январе и июле устраивают Неделю высокой моды и Неделю мужской моды; в марте и сентябре – Неделю женской моды Pret-a-porte. 
Неделя моды в Париже — самое закрытое из прочих аналогичных недель мероприятие. Показы устраиваются для закупщиков, знаменитостей и прессы.
Для этого нужно получить специальную лицензию, иметь в штате не меньше 20 сотрудников и презентовать 50 изделий два раза в год. Синдикат высокой моды также регламентирует деятельность недели высокой моды, которая проводится только в Париже. В 2023 она проходила с 23 по 26 января, следующая ожидается с 3 по 6 июля.

## История
Неделя моды ведёт своё существование с 1973 года. Организуется при поддержке Французской федерации Высокой моды и прет-а-порте (всего Федерация высокой моды Франции организует свыше 300 официальных показов в год, более половины участников в них – иностранные бренды). Местом проведения является «Карусель» Лувра, выставочно-торговое пространство под садом Тюильри.
Париж имеет признанный негласный статус столицы мировой индустрии, поэтому каждая неделя мод, каждый показ прет-а-порте здесь превращается в масштабный праздник. Неделя моды в Париже больше позиционируется как искусство, нежели предмет для продажи. Традиционно любой показ — это настоящее шоу с продуманным сюжетом и режиссурой.

### 2011/2012
Коллекция осень-зима 2011—2012
В коллекциях осень-зима 2011/12 прослеживаются не теряющие актуальности мужские вещи, приспособленные для женского гардероба, черты минимализма и дух семидесятых годов XX века. Среди причесок главный акцент делается на всевозможные вариации небрежно заплетенных кос. В будущем сезоне самыми модными оттенками будут белый, голубой и оранжевый. Их сочетания присутствовали практически во всех коллекциях по обе стороны океана.
Главной интригой Недели моды в Париже стала демонстрация коллекции Dior после ухода из него Джона Гальяно. Кутюрье 15 лет творил для этого Дома моды, сейчас же должность креативного директора занимает Билл Гейттен. Коллекция получилась настоящим буйством фантазии и красок и была хорошо принята публикой.
Дебютантом на Парижской неделе моды стал известный рэпер Канье Уэст, решивший стать дизайнером в память о покойной матери. Первые ряды были заполнены звездами шоу-бизнеса, получившими личные приглашения, но коллекция получилась неудачной и была разгромлена критиками. 
Неделя мужской моды в Париже
С 22 по 26 июня 2011 года состоялись показы коллекций для мужчин. Дизайнер Alexander Wang представил спортивную униформу: кеды, толстовки, худи. Главным акцентом у Dior Homme стал прекрасно скроенный белый жакет. Givenchy украсил практически все вещи, начиная от костюмов, заканчивая спортивными вещами, причудливым ярким узором в виде райских птиц. Paul Smith представил коллекцию, в которой нет ни одной полоски, зато присутствуют костюмы цвета индиго и оранж.

### 2020/2021
В 2020 году из-за пандемии COVID-19 были отменены Неделя мужской моды и Неделя высокой моды. Так называемые межсезонные показы, обычно проходящие в апреле – мае и которые каждая марка организовывает самостоятельно, также были отменены марками-устроителями. (см. Социально-экономические последствия пандемии COVID-19). 
Весеннюю Неделю моды в Париже всё же удалось провести (завершилась 3 марта), до начала карантинных мероприятий.
В 2021 году прошла в марте, следом за Неделями моды в Нью-Йорке и Лондоне. Если образы участников шоу первых двух столиц моды отличались строгостью и гендерной нейтральностью, то наряды европейских манекенщиков оказались более провокационными и подчеркнули все достоинства фигуры.

## Дизайнеры
Парижская неделя моды вызывает наибольший интерес у модной общественности и искушенной публики. Свои коллекции показывают старейшие дома моды и самые знаменитые дизайнеры:
- Chanel
- Christian Dior
- Louis Vuitton
- Balmain
- Balenciaga
- Gareth Pugh
- Mugler
- Celine
- Karl Lagerfeld
- Elie Saab
- Chloe
- Nina Ricci

Российские дизайнеры Валентин Юдашкин, Алена Ахмадуллина и Игорь Чапурин неоднократно представляли свои коллекции на Парижской неделе моды.